# Luitzen Egbertus Jan Brouwer
Pour les articles homonymes, voir Brouwer.
Luitzen Egbertus Jan Brouwer (né le 27 février 1881 à Overschie et mort le 2 décembre 1966 à Blaricum) est un mathématicien néerlandais.

## Biographie

### Jeunesse
Aîné de trois enfants, ce fils du maître d'école Egbertus Luitzens Brouwer et de Henderika Poutsma, témoigne dès son plus jeune âge d'une intelligence exceptionnelle. À 16 ans seulement, le jeune prodige s'inscrit à l'université d'Amsterdam pour y étudier les mathématiques, sans pour autant négliger ses lectures de chevet, celles des philosophes Emmanuel Kant et Arthur Schopenhauer. N'étant guère sociable, du fait de ses capacités fulgurantes, toujours en avance de plusieurs années sur son cursus scolaire, le jeune homme confirme à l'âge de 17 ans sa foi au sein de la Fraternité remontrante, ce qui achève de prouver son individualisme opiniâtre. Pour Bertus — c'est ainsi qu'il signa sa profession de foi solennelle —, seuls prévalent le moi, celui que nous connaissons, et Dieu, celui que nous ressentons. Les autres ne méritent que dédain, pour reprendre ses propres mots. À l'université, le jeune Brouwer se montre influencé par les mouvements néoromantiques qui condamnent alors le progrès scientifique dans une défense du retour à la nature. Ces idées l'amènent à rédiger un  écrit de jeunesse qu'il publie en 1905 : Leven, Kunst en Mystiek. Deux professeurs l'influencent fortement : d'une part son directeur de thèse, Diederik Korteweg, d'autre part Gerrit Mannoury (1867-1956), à la fois mathématicien et philosophe, qui a encouragé aux Pays-Bas l'étude des fondements des mathématiques. Sur le plan sentimental, il sait réviser son jugement dès lors qu'il épouse ses idéaux rousseauistes. Car, bien qu'ouvertement misogyne, Brouwer se marie en 1904 avec Élisabeth de Holl, une riche pharmacienne divorcée, de onze ans son aînée. Lize ne lui donnera aucun enfant (même si elle a déjà une fille de son précédent mariage), mais son aide économique permet à Brouwer de vivre à l'écart de la cacophonie de la société, tandis qu'il travaille sur ses recherches doctorales. Le 19 février 1907, Il décroche à l'université d'Amsterdam le titre de docteur, grâce à sa thèse intitulée Over de grondslagen der wiskunde,.

### Privat-docent
Dans la foulée de ses recherches menées pour sa thèse doctorale, Brouwer se familiarise avec la célèbre liste de problèmes dressée par David Hilbert. Il décide de s'atteler au 5e problème et, lors du Quatrième Congrès international des mathématiques (Rome, 1908), présente un exposé accompagné d'un aperçu de ses recherches à ce stade, qui attire immédiatement l'attention des experts. Peu après, en octobre 1909, après avoir été nommé Privatdozent à l'université d'Amsterdam, Brouwer dédie son premier cours à la nature de la géométrie, présentant l'Analysis situs comme l'aurait fait Klein, c'est-à-dire comme l'étude des propriétés qui restent invariantes sous l'action du groupe des transformations continues. Quelques mois plus tard, lors des fêtes de Noël 1909-1910, Brouwer rencontre à Paris Jacques Hadamard, Henri Poincaré et Émile Borel, entre autres mathématiciens français. De retour aux Pays-Bas, il se replonge dans ses recherches, toujours plus axées sur la topologie. Parmi les articles que Brouwer publie entre 1910 et 1913, l'un se distingue particulièrement : « Sur l'analysis situs », paru en 1910 dans les Mathematische Annalen, la revue prestigieuse éditée par Hilbert et Klein. La démonstration de l'invariance de la dimension, qui consacre Brouwer comme père de la topologie, voit le jour en 1911 à travers cinq pages bien remplies, un contenu soigné publié dans les Mathematische Annalen sous le titre « Preuve de l'invariance de la dimension ». Deux ans après, en 1913, Brouwer trouve une seconde preuve, plus subtile et élégante. Agacé par une autre preuve de l'invariance de la dimension publiée juste après la sienne par Henri Lebesgue dans les Mathematische Annalen, Brouwer décide de la démanteler en lui opposant un contre-exemple probant. En 1911, il présente un théorème dont il peaufinait l'énoncé depuis 1909 : le théorème du point fixe de Brouwer,,.

### Professeur d'université
Ses contributions fondamentales à la topologie valent à Brouwer d'être élu membre, en 1912, de l'Académie royale néerlandaise des arts et des sciences. La même année, il est nommé professeur extraordinaire de théorie des ensembles, théorie des fonctions et théorie axiomatique à l'université d'Amsterdam. Quand, le 14 octobre 1912, Brouwer donne son premier cours, il ne traite pas de topologie mais de philosophie des mathématiques, revenant à la question des fondements de la discipline qu'il avait ébauchée dans sa thèse doctorale de 1907. Diederick Korteweg lui cède généreusement sa chaire de professeur ordinaire en 1913, l'année même de la dernière grande contribution de Brouwer aux fondements de la topologie, sa deuxième démonstration de l'invariance de la dimension. Dès lors, il se contente de publier des articles relativement mineurs sur la topologie. En outre, le lancement des hostilités en 1914 paralyse l'activité scientifique en Europe. Une fois la Première Guerre mondiale terminée, il se consacre presque exclusivement au développement de l'intuitionnisme mathématique et des mathématiques intuitionnistes.
Exclu en 1928, à l'instigation de David Hilbert, du comité de rédaction des Mathematische Annalen, Brouwer fonde sa propre revue Compositio Mathematica dans les années 1930. En effet, il refuse de publier dans les Mathematische Annalen à la suite de la « bataille des rats et des grenouilles ». Il embauche un assistant, Hans Freudenthal, un mathématicien Allemand venu de Berlin, naturalisé néerlandais, ambitieux et rétif, et spécialiste de topologie, des fondements, de la philosophie et même de la didactique des mathématiques. Il n'est donc guère étonnant que ses rapports avec Brouwer se soient rapidement dégradés. Brouwer entrave sa promotion et se désintéresse complètement de lui pendant la Seconde Guerre mondiale, lorsque Freudenthal est arrêté en raison de ses origines juives. Après la guerre, il faut un certain temps avant que Brouwer ne récupère son poste de professeur. Il est aussi limogé de la direction de Compositio Mathematica en raison de ses penchants collaborationnistes, et notamment pour avoir encouragé les étudiants de l'université d'Amsterdam à signer une déclaration de loyauté envers l'occupant. Pis cette fois, il est renvoyé du conseil éditorial de sa propre revue. Il devient cependant membre étranger de la Royal Society, le 27 mai 1948 et prend sa retraite en 1951.
De plus en plus isolé, Brouwer termine sa vie en aidant sa femme à la pharmacie qu'elle dirige à Amsterdam, et s'intéresse à la politique locale. À l'écart du monde, il se sent stigmatisé, estimant que ses contributions ne sont pas appréciées à leur juste valeur. Néanmoins, il est invité à donner des conférences aux quatre coins du monde (Cambridge en 1947-1951, Madrid en 1949, Afrique du Sud en 1952, Canada et États-Unis en 1953, etc.). Mais sa paranoïa augmentant, il affirme de plus en plus être victime de complots de la part de ses collègues. Il meurt octogénaire, en 1966, renversé par une voiture alors qu'il sort de son domicile, à Blaricum.

### Ses attitudes
L'un des étudiants de Brouwer, le mathématicien néerlandais van der Waerden nous a livré un témoignage exceptionnel sur son ancien professeur. Brouwer, qui ne quitte Blaricum que pour faire cours, n'autorise pas ses étudiants à l'interrompre et fait cours dos à eux, le regard fixé au tableau. Paradoxalement, il n'enseigne jamais la topologie à l'université — alors qu'il ne prend sa retraite qu'en 1951 — et se consacre à temps plein à la philosophie des mathématiques, quand bien même de jeunes topologues viennent le rencontrer pendant des années, désireux de faire la connaissance du père de leur discipline. C'est à croire que Brouwer n'est pas convaincu de la validité de ses travaux topologiques du point de vue intuitionniste. Tout au long de sa vie, il publie d'ailleurs des articles dans lesquels il tente partiellement de développer la topologie sous l'angle de l'intuitionnisme. Contre son gré, il devient le Dr Jekyll et Mr Hyde des mathématiques.
Chez lui, il aime à résoudre des problèmes mathématiques allongé dans son lit, les yeux fermés, ou assis par terre en tailleur tel un ascète, ce qui lui permet d'appréhender ces problèmes de manière plus visuelle que formelle, en manipulant mentalement des figures plutôt que des formules. Il accompagne d'ailleurs ses articles consacrés à la topologie de nombreux dessins dont l'abstraction rappelle les peintures du Russe Vassily Kandinsky.

## Philosophie de vie
Dans l'opuscule incendiaire Leven, Kunst en Mystiek, un écrit de jeunesse publié en 1905, Brouwer fustige la société qui l'entoure, se disant farouchement antiscientifique. Cette œuvre contient de manière surprenante déjà toutes les prémices de sa future vision des mathématiques. Pour lui, l'être humain est un être spirituel, une âme prisonnière d'un corps, il se destine donc à une vie contemplative, dédiée à l'intuition sous sa forme la plus pure. L'intuition, ou plutôt vision intérieure, est la clé de la véritable sagesse, permettant de repousser les frustrations d'un monde marqué par l'isolement et la douleur. C'est à peine si Brouwer mentionne les mathématiques dans ce brûlot, même s'il préfigure là une partie de la philosophie idéaliste et solipsiste qui influencera sa conception des mathématiques, en dévoilant ses doutes sur l'adéquation du langage dans la transmission de nos pensées. Cette vision fondée sur le rejet de la société sera même mise à l'épreuve pour Brouwer lorsqu'il se fera construire un chalet, qualifié familièrement de « hutte », dans les bois près de Blaricum. Si le chercheur s'y réfugie pour apaiser ses crises de nerfs, il y accouche de ses meilleurs travaux en topologie et sur les fondements des mathématiques.

## Formalisme et intuitionnisme
Dans les années 1920, le grand débat sur les fondements des mathématiques tourne essentiellement autour de la querelle entre le formalisme et l'intuitionnisme, avec David Hilbert et Brouwer en chefs de file respectifs. Rapidement, la polémique sort du cadre purement académique pour se transformer en un affrontement direct entre ses protagonistes. En fin de compte, le débat sur les fondements des mathématiques ne sera à l'avantage d'aucun des deux.
En 1921, se sentant trahi, Hilbert lance les hostilités : cette année-là, le plus réputé de ses élèves, Hermann Weyl, publie un pamphlet propagandiste intitulé « Sur la nouvelle crise des fondements des mathématiques », dans lequel il adhère aux thèses radicales de Brouwer, s'autoproclamant apôtre de l'intuitionnisme et prophétisant l'avènement d'une révolution au royaume des mathématiques. Lors d'une conférence intitulée « Les nouveaux fondements des mathématiques », qu'il donne en 1922, il déclare qu'« en suivant de tels réformateurs — Brouwer et Weyl —, nous risquons de perdre une bonne partie de nos concepts, résultats et méthodes les plus précieux ». Au cours des années qui suivent, tandis que Hilbert donne des conférences çà et là sur un ton triomphal, annonçant que la preuve finale de la cohérence des mathématiques est sur le point de voir le jour, Brouwer attaque sur deux fronts : il publie une série d'articles systématiques sur les mathématiques intuitionnistes dans les Mathematische Annalen et lance plusieurs offensives sur le territoire légitime du formalisme. En 1927, il se rend à Berlin où il rallie à sa cause Ludwig Bieberbach, un mathématicien allemand polyvalent qui voit dans l'intuitionnisme l'antidote contre l'épidémie formaliste, et le Néerlandais Hans Freudenthal qui deviendra son disciple. En 1928, il est convié à donner deux cours sur la philosophie et les mathématiques intuitionnistes à Vienne. Sont présents dans l'assemblée, outre divers membres du Cercle de Vienne, Ludwig Wittgenstein et le jeune Kurt Gödel. Hilbert, qui est l'éditeur des Mathematische Annalen, craignant qu'après sa mort, la revue se convertisse à l'intuitionnisme, décide d'expulser Brouwer du comité éditorial. La majorité des membres se plie aux desiderata de Hilbert et le nom de Brouwer est supprimé de la revue. Seuls s'y opposent — sans excès de zèle — le physicien Albert Einstein et le mathématicien grec Constantin Carathéodory. Cette confrontation affecte profondément le mathématicien néerlandais, qui sombre davantage dans le solipsisme. En 1929, un voleur lui dérobe son journal scientifique dans une station de chemin de fer, effaçant d'un coup tout son travail intellectuel des années précédentes et le plongeant dans une profonde dépression.
Vers 1930, Brouwer et l'intuitionnisme ne sont plus en vogue, le mathématicien s'emmure dans le silence pendant quatorze ans, ne publiant plus rien de nouveau sur les mathématiques intuitionnistes. En septembre 1930, un congrès sur l'épistémologie des sciences exactes se tient à Königsberg, afin de déterminer dans quelle mesure la crise des fondements des mathématiques est réglée. L'intuitionnisme est représenté par Arend Heyting, le Hongrois John von Neumann soutient le formalisme de Hilbert. Le sixième jour, le jeune logicien autrichien Kurt Gödel — alors âgé de 24 ans — intervient en ces termes : « Je peux donner des exemples de propositions arithmétiques vraies mais indémontrables dans le système formel des mathématiques classiques ». En 1931, ce même Kurt Gödel publie ses théorèmes d'incomplétude qui signifient la ruine du programme de Hilbert. Certains pensent que le silence de Brouwer dans les années 1930 montre que le mathématicien néerlandais reconnaît tacitement que le logicien autrichien possède une vision claire des difficultés des fondements des mathématiques. D'autres pensent que si Brouwer ne commente pas les théorèmes de Gödel, c'est parce qu'il les juge évidents.

## Travaux
En 1912, Brouwer démontre le théorème du point fixe qui porte son nom.
En 1918, il se lance dans un projet de reconstruction systématique des mathématiques sous l'angle intuitionniste, avec son article « Fondements d'une théorie des ensembles indépendante du principe logique du tiers exclu », auquel il donnera deux suites : l'une avec un titre identique en 1919, et l'autre avec un titre similaire en 1923. Cette même année, il se lance dans l'élaboration d'une théorie des fonctions, la fonction intuitionniste n'étant finalement que l'attribution de valeurs aux éléments qui composent un déploiement. Le théorème de la continuité des fonctions intuitionnistes est formulé pour la première fois en 1923, mais Brouwer juge insatisfaisante la démonstration qui l'accompagne. L'année suivante, il tente de nouveau de prouver le théorème et démontre ce qu'il baptisera plus tard les théorèmes de la barre et de l'éventail.
Dans sa célèbre conférence de Vienne en 1930 sur « La structure du continu » (Paris, 1992), il situe sa pensée dans le prolongement de celles de Kant et de Schopenhauer. Reprenant les théories euclidiennes, la théorie des ensembles de Cantor et la méthode axiomatique, Brouwer fut conduit à mettre en opposition le formalisme, qui considère les mathématiques comme un langage, et l'ancienne école intuitionniste, en partie liée au formalisme, pour qui l'arithmétique demeure une collection de jugements synthétiques a priori.

Selon lui, le formalisme manque de base en ce qu'il limite au dénombrable achevé le nombre d'éléments composant le continu, et exclut toute temporalité des mathématiques. Michel Bourdeau résume ainsi cette position :
L'intuitionnisme vient battre en brèche cette conception. Les points du continu sont obtenus par des suites de choix d’intervalles emboîtés mais, si les choix effectués sont prescrits par une règle (suite lawlike) on ne sort pas du dénombrable, ce qui n’est pas satisfaisant. Pour obtenir le véritable continu, inexhaustible et non atomique, il faut donc introduire des suites de choix libres (lawless), qui se déploient librement dans le temps. Aussi loin qu’on avance, rien ne garantit que deux suites ayant le même segment initial ne différeront pas à une étape ultérieure.

## Citation
« Comme but d'une vie on pourrait envisager l'abolition et la libération de toutes les mathématiques. »
Luitzen Brouwer, Vie, Art et Mysticisme

## Distinctions
- Chevalier de l'ordre du Lion néerlandais

## Hommage
Depuis 1970, et tous les trois ans, la Société royale mathématique des Pays-Bas (Koninklijk Wiskundig Genootschap, en abrégé KWG) honore de la Médaille Brouwer un mathématicien exceptionnel, en mémoire de Luitzen Egbertus Jan Brouwer.